# Volta a Polònia
La Volta a Polònia és una carrera ciclista per etapes, que es disputa per les terres de Polònia, des de l'any 1928. Fins al 1952, s'organitzà esporàdicament; i, fins als anys 90, era una cursa estrictament amateur. Actualment està inscrita al programa de l'UCI World Tour. Els polonesos Dariusz Baranowski, Andrzej Mierzejewski i Marian Więckowski, amb tres victòries cadascun, són els ciclistes que més vegades han guanyat la cursa.

## Palmarès
| Any                    | Vencedor              | Segon                   | Tercer                        |
| ---------------------- | --------------------- | ----------------------- | ----------------------------- |
| Cursa amateur          |                       |                         |                               |
| 1928                   | Feliks Więcek         | Wiktor Olecki           | Stanisław Kłosowicz           |
| 1929                   | Józef Stefański       | Eugeniusz Michalak      | Wacław Kołodziejczyk          |
| 1930-1932 no disputada |                       |                         |                               |
| 1933                   | Jerzy Lipiński        | Wiktor Olecki           | Stanisław Wasilewski          |
| 1934-1936 no disputada |                       |                         |                               |
| 1937                   | Bolesław Napierała    | Stanisław Wasilewski    | Józef Kapiak                  |
| 1938 no disputada      |                       |                         |                               |
| 1939                   | Bolesław Napierała    | Marian Rzeźnicki        | Mieczysław Jaskolski          |
| 1940-1946 no disputada |                       |                         |                               |
| 1947                   | Stanisław Grzelak     | Zdzisław Stolarczyk     | Bolesław Napierała            |
| 1948                   | Wacław Wójcik         | Lucjan Pietraszewski    | Wacław Wrzesiński             |
| 1949                   | Francesco Locatelli   | Marin Niculescu         | Kaj Allan Olsen               |
| 1950-1951 no disputada |                       |                         |                               |
| 1952                   | Wacław Wójcik         | Józef Kapiak            | Mieczysław Ulik               |
| 1953                   | Mieczysław Wilczewski | Wacław Wójcik           | Grzegorz Chwiendacz           |
| 1954                   | Marian Więckowski     | Stanisław Bugalski      | Adam Wisniewski               |
| 1955                   | Marian Więckowski     | Wiesław Podobas         | Adam Wisniewski               |
| 1956                   | Marian Więckowski     | Stanisław Bugalski      | Wiesław Podobas               |
| 1957                   | Henryk Kowalski       | Stanisław Bugalski      | Wacław Wrzesiński             |
| 1958                   | Bogusław Fornalczyk   | Constant Goossens       | Stanisław Gazda               |
| 1959                   | Wiesław Podobas       | Stanisław Gazda         | Dick Enthoven                 |
| 1960                   | Roger Diercken        | Jan Kudra               | Anatoli Olizarenko            |
| 1961                   | Henryk Kowalski       | Bogusław Fornalczyk     | Eberhard Butzke               |
| 1962                   | Jan Kudra             | Roger Swerts            | Sylwester Góral               |
| 1963                   | Stanisław Gazda       | Stanisław Pawłowski     | Józef Beker                   |
| 1964                   | Rajmund Zieliński     | Władysław Kozłowski     | Jan Magiera                   |
| 1965                   | Józef Beker           | Jerzy Mikołajczyk       | Władysław Kozłowski           |
| 1966                   | Józef Gawliczek       | Jan Magiera             | Tadeusz Zadrożny              |
| 1967                   | Andrzej Bławdzin      | Alexandre Kulibin       | Józef Mikołajczyk             |
| 1968                   | Jan Kudra             | Marian Forma            | Stanisław Demel               |
| 1969                   | Wojciech Matusiak     | Zygmunt Hanusik         | Ryszard Szurkowski            |
| 1970                   | Jan Stachura          | Czesław Polewiak        | Tadeusz Szpak                 |
| 1971                   | Stanisław Szozda      | Jan Smyrak              | Ladislav Zakretta             |
| 1972                   | Jose Luis Viejo       | Tadeusz Mytnik          | Stanisław Gazda               |
| 1973                   | Lucjan Lis            | Ryszard Szurkowski      | Tadeusz Mytnik                |
| 1974                   | André Delcroix        | Ludo Peeters            | Wojciech Matusiak             |
| 1975                   | Tadeusz Mytnik        | Hans-Joachim Hartnick   | Marian Majkowski              |
| 1976                   | Janusz Kowalski       | Jan Brzeźny             | Hans-Joachim Vogel            |
| 1977                   | Lechosław Michalak    | Tadeusz Skrzypek        | Michael Schiffner             |
| 1978                   | Jan Brzeźny           | Tadeusz Wojtas          | Jan Jankiewicz                |
| 1979                   | Henryk Charucki       | Janusz Kowalski         | Jan Krawczyk                  |
| 1980                   | Czesław Lang          | Tadeusz Wojtas          | Jan Jankiewicz                |
| 1981                   | Jan Brzeźny           | Roman Cieślak           | Sławomir Podwójniak           |
| 1982                   | Andrzej Mierzejewski  | Jan Schur               | Stanislav Masiar              |
| 1983                   | Tadeusz Krawczyk      | Andrzej Serediuk        | Andrzej Mierzejewski          |
| 1984                   | Andrzej Mierzejewski  | Tadeusz Krawczyk        | Tadeusz Piotrowicz            |
| 1985                   | Marek Leśniewski      | Zdzisław Wrona          | Dariusz Zakrzewski            |
| 1986                   | Marek Kulas           | Zbigniew Ludwiniak      | Mirosław Uryga                |
| 1987                   | Zbigniew Piątek       | Marek Leśniewski        | Czeslaw Lukaszewicz           |
| 1988                   | Andrzej Mierzejewski  | Arvi Tammesalu          | Mieczysław Karłowicz          |
| 1989                   | Marek Wrona           | Sławomir Krawczyk       | Robert Krzyżostaniak          |
| 1990                   | Mieczysław Karłowicz  | Grigorij Isczenko       | Tomasz Brożyna                |
| 1991                   | Dariusz Baranowski    | Mariusz Bilewski        | Marek Kamiński                |
| 1992                   | Dariusz Baranowski    | Raimondas Rumšas        | Igor Pastaukhowicz            |
| 1993                   | Dariusz Baranowski    | Marek Leśniewski        | Jonas Romanovas               |
| cursa professional     |                       |                         |                               |
| 1994                   | Maurizio Fondriest    | Marco Lietti            | Tomasz Brożyna                |
| 1995                   | Zbigniew Spruch       | Fabrizio Guidi          | Dariusz Baranowski            |
| 1996                   | Viatxeslav Djavanian  | Maurizio Fondriest      | Andrea Noè                    |
| 1997                   | Rolf Järmann          | Zenon Jaskuła           | Sasa Sviben                   |
| 1998                   | Serguei Ivanov        | Jacky Durand            | Fabio Malberti                |
| 1999                   | Tomasz Brożyna        | Cezary Zamana           | Jens Voigt                    |
| 2000                   | Piotr Przydział       | Piotr Wadecki           | Serguei Ivanov                |
| 2001                   | Ondřej Sosenka        | Jens Voigt              | Piotr Przydział               |
| 2002                   | Laurent Brochard      | Tomasz Brożyna          | Marek Rutkiewicz              |
| 2003                   | Cezary Zamana         | Andrea Noè              | Dave Bruylandts               |
| 2004                   | Ondřej Sosenka        | Hugo Sabido             | Franco Pellizotti             |
| 2005                   | Kim Kirchen           | Pieter Weening          | Thomas Dekker                 |
| 2006                   | Stefan Schumacher     | Cadel Evans             | Alessandro Ballan             |
| 2007                   | Johan Vansummeren     | Robert Gesink           | Kim Kirchen                   |
| 2008                   | Jens Voigt            | Lars Ytting Bak         | Franco Pellizotti             |
| 2009                   | Alessandro Ballan     | Daniel Moreno Fernández | Edvald Boasson Hagen          |
| 2010                   | Daniel Martin         | Grega Bole              | Bauke Mollema                 |
| 2011                   | Peter Sagan           | Daniel Martin           | Marco Marcato                 |
| 2012                   | Moreno Moser          | Michał Kwiatkowski      | Sergio Henao Montoya          |
| 2013                   | Pieter Weening        | Ion Izagirre Insausti   | Christophe Riblon             |
| 2014                   | Rafał Majka           | Ion Izagirre Insausti   | Beñat Intxausti Elorriaga     |
| 2015                   | Ion Izagirre Insausti | Bart De Clercq          | Ben Hermans                   |
| 2016                   | Tim Wellens           | Fabio Felline           | Alberto Bettiol               |
| 2017                   | Dylan Teuns           | Rafał Majka             | Wout Poels                    |
| 2018                   | Michał Kwiatkowski    | Simon Yates             | Thibaut Pinot                 |
| 2019                   | Pàvel Sivakov         | Jai Hindley             | Diego Ulissi                  |
| 2020                   | Remco Evenepoel       | Jakob Fuglsang          | Simon Yates                   |
| 2021                   | João Almeida          | Matej Mohorič           | Michał Kwiatkowski            |
| 2022                   | Ethan Hayter          | Thymen Arensman         | Peio Bilbao López de Armentia |
| 2023                   | Matej Mohorič         | João Almeida            | Michał Kwiatkowski            |
| 2024                   | Jonas Vingegaard      | Diego Ulissi            | Wilco Kelderman               |
| 2025                   | Brandon McNulty       | Antonio Tiberi          | Matteo Sobrero                |